# 李國主
李國主（：／ Lee Gook Ju；1986年1月5日—）是韓國的一名諧星及主持，以其特有的進食時的擬聲詞「呼嚕嚕」為人熟知。

## 演藝經歷
- 2006年，MBC第15屆招考喜劇演員期間被錄取，通過MBC廣播《天笑、地笑、人笑》出道。
- 2007年，憑藉她的喜劇才能，榮獲《MBC演藝大賞》喜劇女新人獎
- 2008年，5月參加MBC綜藝節目《我們結婚了》，6月出演MBC綜藝秀《通話》。
- 2009年，李國主參與MBC多個綜藝節目，4月出演《7年的戀愛》，和演出另一個MBC戲劇《兩個夢》，5月加入戲劇《明星金景鎮》演出 ，10月加盟主持娛樂節目《簡單地生活》。
- 2010年，7月參加MBC娛樂節目《HONEY》演出，同年出演韓國電影《東基還活著》，飾演一名電訊員。
- 2011年，2月參演MBC綜藝秀《笑啊！笑》，9月加盟tvN喜劇系列《喜劇大聯盟2011》，並擔任固定演出嘉賓。
- 2012年，李國主參與多個戲劇演出，2月份客串KBS電視劇《順藤而上的你》，5月份出演tvN的季度喜劇《喜劇大聯盟2012》，8月加盟tvN綜藝《週六大聯盟》演出，以及9月份tvN的綜藝秀《真正愛情》等。
- 2013年5月再度出演tvN《真正愛情》，8月份參與電視劇主題曲《十年的戀愛》MV拍攝，9月-10月，她踏足舞台劇，參與《給你驚喜》的演出。
- 2014年3月參加tvN綜藝秀《更需要浪漫》擔任演出固定嘉賓；4月出演tvN電視劇《魔女的戀愛》飾演吳女士，同月加入tvN綜藝秀《大鼻子列車》，擔任固定嘉賓；6月參與tvN飲食節目《廚藝對決》任固定嘉賓主持，7月因參加SBS《星期天真好－Running Man》而備受關注，8月客串tvN電視劇《九數少年》，9月獲邀加盟SBS真人秀綜藝節目《Roommate 2》並任固定演出嘉賓。同時間，她亦參與《給你驚喜》和《神奇女俠》兩個舞台劇的巡迴演出 。12月，李國主的前經紀公司Coko娛樂因為代表金某捲款潛逃而無法支付出演費，李國主於12月初向該經紀公司提出解約離開公司，並於2015年4月加入FNC娛樂簽約。12月3日與笑星曹世鎬出席Mnet在香港舉行的《Mnet亞洲音樂大獎》任表演及頒獎嘉賓，12月30日擔任《SBS演藝大賞》表演嘉賓並憑《Roommate 2》榮獲綜藝新星獎。
- 2015年1月5日起李國主成為SBS Power FM（朝鲜语：SBS 파워FM）節目《李國主的Young Street（朝鲜语：영스트리트 (라디오 프로그램)）》的固定主持人。3月加盟Mnet綜藝節目《One Night Study》任固定演出嘉賓。

## 獲獎
| 年度 | 獎項                   | 類別                | 作品                           | 結果 |
| 2007 | MBC演藝大賞            | 喜劇部門 女子新人獎 |                                | 獲獎 |
| 2008 | 第16屆韓國文化演藝大獎 | 戲劇部門 笑星獎     | －                             | 獲獎 |
| 2013 | 第21屆韓國文化演藝大獎 | 搞笑藝人部門 人氣獎 |                                | 獲獎 |
| 2014 | SBS演藝大賞            | 藝能新星賞          | 《Roommate》                   | 獲獎 |
| 2014 | 第22屆韓國文化演藝大獎 | 搞笑藝人部門 大賞   | －                             | 獲獎 |
| 2015 | 第51屆百想藝術大賞     | 電視部門 女子綜藝獎 | 《Roommate 2》、《喜劇大聯盟》 | 獲獎 |
| 2015 | SBS演藝大賞            | 廣播DJ獎            | 《李國主的 Young Street》      | 獲獎 |
| 2016 | MBC演藝大賞            | 綜藝部門 最優秀獎   | 《我們結婚了》                 | 獲獎 |
| 2017 | 第29屆韓國PD大賞       | 喜劇演員獎          |                                | 獲獎 |

## 影視作品

### 電影
| 年份   | 電影名稱               | 角色       | 性質     |
| 2010年 | 《東基還活著》         | 電訊員     |          |
| 2019年 | 《戲子們：傳聞操縱團》 | 中國委託人 | 特別出演 |

### 電視劇
| 年份   | 電視劇名稱       | 角色         | 性質     |
| 2012年 | 順藤而上的你     |              | 客串     |
| 2014年 | 魔女的戀愛       | 吳海女       | 客串     |
| 2014年 | 家人之間為何這樣 | 李國旗       | 客串     |
| 2014年 | 九數少年         | 光洙前女友   | 客串     |
| 2023年 | 新兵2            | 朴民席的姊姊 | 特別演出 |

## 作品

### 音樂錄影帶
| 日期          | 歌曲名稱   | 歌手   |
| 2013年8月8日  | 十年的恋爱 | 金尹宇 |
| 2014年5月20日 | 短髮       | AOA    |
| 2016年8月17日 | So What    | Sleepy |

### 主持
| 日期                    | 電視台     | 節目名稱     | 備註                                   |
| 2014年6月9日            | FOODTV     | 廚藝對決     |                                        |
| 2015年2月5、6日         | MBC every1 | 天生緣份歸來 | 與利特、李輝宰共同主持                 |
| 2016年2月16日 - 4月12日 | JTBC       | 拜託了魔女   | 與宋恩伊、金淑、朴娜萊、安英美共同主持 |

### 參與綜藝節目
| 日期                  | 電視台     | 節目名稱                 | 備註                                                  |
| 2006年2月16日         | MBC        | 搞笑阿                   |                                                       |
| 2009年4月18日         | MBC        | 7年的戀愛                |                                                       |
| 2009年10月11日        | MBC        | 兩個夢                   |                                                       |
| 2010年5月29日         | MBC        | 無限挑戰                 | EP200（印度女喪屍 飾 印度女喪屍）                     |
| 2010年7月25日         | MBC        | HONEY                    |                                                       |
| 2011年2月16日         | MBC        | 笑啊，笑                 |                                                       |
| 2011年12月24日        | tvN        | 咪咪和辛普森             |                                                       |
| 2012年8月25日         | tvN        | 周六大聯盟               |                                                       |
| 2012年8月30日         | tvN        | 現場脫口秀Taxi           | EP254（與朴娜萊、張度練 、梁世炯）                    |
| 2012年9月29日         | tvN        | 真正爱情                 |                                                       |
| 2013年1月12、19日     | JTBC       | 李秀根和金炳萬的上流社會 | EP58、59（與朴娜萊、張度練 、梁世炯、尹亨彬、朴徽淳） |
| 2013年5月11日         | tvN        | 真正爱情                 |                                                       |
| 2014年3月22日         | tvN        | 更需要浪漫               |                                                       |
| 2014年4月6日          | tvN        | 大鼻子列車               |                                                       |
| 2014年6月21日         | MBC        | 無限挑戰                 | EP384 無限挑戰應援團（6）：巴西世界盃特輯 (中)        |
| 2014年7月20日         | SBS        | Running Man              | EP205（與白智榮、洪真英、姜晟賢、Fei）                |
| 2014年8月2日          | MBC        | 無限挑戰                 | EP390 熱帶夜特輯                                      |
| 2014年8月7日          | SBS        | Happy Together           | EP358 家務女王特輯（與李宥利、朴叶善、克里斯蒂娜）    |
| 2014年9月2日          | tvN        | 現場脫口秀Taxi           | EP345                                                 |
| 2014年9月20日         | MBC        | 無限挑戰                 | EP397 Radio Star特輯（3）                             |
| 2014年10月13日        | KBS2       | 大國民脫口秀-你好        | EP194（與張度練、朴娜萊、Roy Kim）                    |
| 2015年2月7日          | KBS2       | 明星金鐘                 | 客串                                                  |
| 2015年3月10日         | MBC every1 | 天生缘分归来             | 客串                                                  |
| 2015年3月18日         | Mnet       | One Night Study          | 與N.Flying                                            |
| 2015年4月30日         | Mnet       | 看見你的聲音             | EP10                                                  |
| 2015年5月14日         | SBS        | Happy Together           | EP397 女王特輯（與黃薪惠、李本、郭正恩、李賢珠）      |
| 2015年6月2日          | Mnet       | 4種秀                    | EP21 作為嘉賓出演                                     |
| 2015年7月6日          | SBS        | Healing Camp             | EP191 四週年特輯（與 朴孝賢）                         |
| 2015年7月12日         | SBS        | Running Man              | EP255（與寶拉、昭宥、尹普美、雪炫）                   |
| 2015年7月22日         | MBC        | 黃金漁場 Radio Star      | EP389「漫畫般的我的人生 - 特輯漫畫中的男女」特輯      |
| 2015年8月17日         | KBS2       | 大國民脫口秀-你好        | EP238（與姜藝彬、金淑、朴姬良）                       |
| 2015年8月29日         | SBS        | 同床異夢，沒關係沒關係   | EP19 統營有減肥強迫症的女兒                           |
| 2015年10月9、16日     | MBC        | 我獨自生活               | EP126、127                                            |
| 2015年10月31日        | MBC        | 無限挑戰                 | EP452 2015無限挑戰特別企劃戰（5）－ 笑聲獵人來了      |
| 2015年10月31日        | SBS        | 同床異夢，沒關係沒關係   | EP28 議政府健美選手媽媽                               |
| 2015年12月14日        | SBS        | Healing Camp             | EP213（與朴娜萊）                                     |
| 2015年12月23日        | MBC        | 黃金漁場 Radio Star      | EP411「聖誕聯盟」特輯(2015聖誕特輯)                   |
| 2016年1月29日         | MBC        | 隔壁的CEO們              | EP5                                                   |
| 2016年2月13日         | JTBC       | 認識的哥哥               | EP11 離別指南（與金智珉、張成奎、Lady Jane、曹英九）  |
| 2016年2月14、21、28日 | KBS        | 兩天一夜                 | EP111 - EP113 女朋友特輯（與朴娜萊、張度練）          |
| 2016年2月15日         | SBS        | 同床異夢，沒關係沒關係   | EP40 肌肉男控訴老媽更年                               |
| 2016年3月3日          | SBS        | Happy Together           | EP438 單身男女（與成始璄、孫汝恩、Cheetah）           |
| 2016年10月20日        | SBS        | Happy Together           | EP470 請回答 復古青春 （與SHINee、孫汝恩、金智珉）    |
| 2016年11月2日         | MBC        | 黃金漁場 Radio Star      | EP451「臉紅的五春期」特輯                             |
| 2016年12月8日         | JTBC       | 我要開動了               | EP18（與孫昊永、Sleepy、率智）                        |
| 2017年6月26、7月10日  | JTBC       | 拜託了冰箱               | EP136、137（與金勇萬）                                |
| 2017年11月20、27日    | JTBC       | 拜託了冰箱               | EP156、157（與朴娜萊）                                |
| 2017年12月16日        | MBC        | 無限挑戰                 | EP549 喜劇夏與洙                                      |
| 2018年5月11日         | Netflix    | 明星來解謎               | EP4 光洙是謀殺犯                                      |
| 2018年6月17日         | SBS        | Running Man              | EP405（與孫淡妃、倞利、徐恩秀）                       |
| 2018年9月21日、28日   | tvN        | 一場聲音的戰爭：300      | EP3、5                                                |
| 2019年11月10日        | SBS        | Running Man              | EP476（與姜漢娜、泫雅、施賢）                         |

### 固定綜藝
| 日期                          | 電視台 | 節目名稱             | 備註                       |
| 2011年9月17日 - 2012年5月12日 | tvN    | 喜劇大聯盟           | 第一季、第二季、第三季     |
| 2014年9月21日 - 2015年4月14日 | SBS    | Roommate 2           | 26                         |
| 2015年3月1日 - 至今           | tvN    | 喜劇大聯盟           |                            |
| 2015年12月4日- 2016年11月25日 | MBC    | 我獨自生活           |                            |
| 2016年4月20日 - 8月15日       | SBS    | Vocal 戰爭：神的聲音 | Ep.3 - Ep.17（藝人陪審團） |
| 2016年8月10日 - 9月28日       | Mnet   | Hit The Stage        | Ep.3 - Ep.10（藝人陪審團） |
| 2016年11月26日 - 2017年5月6日 | MBC    | 我們結婚了           | S4EP217 - 240（與Sleepy）  |
| 2016年12月4日 - 2017年5月21日 | MBC    | 隱秘而偉大           | Ep.1 - Ep.23               |

### 參與廣播
| 日期           | 電台     | 電台名稱        | 備註                                                       |
| 2014年11月14日 | MBC FM4U | Sunny's FM Date | 與少女時代-太蒂徐、金煙雨、安英美、Casker、One more Chance |

### 電台DJ
| 日期                          | 電視台       | 節目名稱                 | 備註     |
| 2014年11月6日                 | SBS Power FM | 《K.will的Young Street》 | 代班主持 |
| 2015年1月5日 - 2018年10月21日 | SBS Power FM | 《李國主的Young Street》 | 固定主持 |

### 廣告代言
| 年份          | 廣告名稱              | 合作藝人 |
| 2014年8月20日 | 乳酸飲料              | 金宇彬   |
| 2014年8月29日 | G9手機購物商城        | Apink    |
| 2014年11月4日 | 化妝品                |          |
| 2016年        | 氣墊粉餅（innisfree） |          |
| 2016年        | 碗豆脆                | 李荷妮   |

### 宣傳大使
| 日期   | 活動名稱                             | 合作藝人 |
| 2008年 | 《韓國首爾玩具展》宣傳大使           | -        |
| 2014年 | 《釜山杜絕不良食品活動》形象大使     | -        |
| 2014年 | 《韓國社會福利協會食物銀行》形象大使 | -        |

### 書籍
| 出版日期      | 書籍名稱                                   | 備註  |
| 2015年6月30日 | 《나는 괜찮은 연이야 / I'm a Fine "Yeon"》 | [ 3 ] |

## 外部連結
- 李國主的Facebook專頁
- 李國主的Instagram帳戶